# District de Besse
Le district de Besse est une ancienne division territoriale française du département du Puy-de-Dôme de 1790 à 1795.
Il était composé des cantons de Besse, Église Neuve, Murols, Saint Pardoux la Tour et Tauves.